# Truyền thông Từ Văn
Tập đoàn truyền thông Từ Văn (tiếng Trung: 慈文传媒集团股份有限公司 （Thường gọi là：Truyền thông Từ Văn, Từ Văn ảnh thị）, là một công ty sản xuất phim điện ảnh và phim truyền hình lớn ở Trung Quốc đại lục, hiện tại trung bình mỗi năm sản lượng phim truyền hình khoảng 200 giờ, sản lượng phim điện ảnh rất ít, trung bình mỗi năm sản xuất khoảng 1 phim truyền hình có ảnh hưởng nhất định ở Trung Quốc đại lục và đã giành được nhiều giải thưởng trong và ngoài nước. Sau một số bước phát triển nhất định, giờ đây có một cơ chế sản xuất điện ảnh và truyền hình hoàn chỉnh, tích hợp việc lập kế hoạch, quảng bá đóng gói, quản lý nghệ sĩ, hậu kỳ, phân phối, quảng cáo. Người sáng lập là Mã Trung Tuấn.

## Nghệ sĩ
| - Hiện tại - Quách Phẩm Siêu - Quách Gia Hào - Miêu Trì - Trần Hựu Duy - Đổng Nham Lỗi - Triệu Xuyến - Huỳnh Tử Hằng (1997) - Đinh Dã - Đàm Vịnh Văn - Đặng Trạch Minh - Văn Tình - Trương Thần - Lý Quân Tiệp - Vương Lệ Khôn studio - Trương Nhất Minh - Mã Khả - Tăng Hồng Sướng - Mao Phương Viên - La Gia Lương |  | - Rời đi - Lâm Nguyên - Lưu Tùng Đan - Dương Thước - Trương Đan Phong - Lưu Ba - Ngô Kiêu Kiêu - Hà Vũ Mông - Đổng Phinh - Tô Nham - Trần Tư Hàn - Trịnh Diệc Hồng - Trương Dịch Mộc - Nhậm Già Duệ - Hứa Hoàng Huyễn - Lữ Nhất - Giang Dương |

## Lịch sử
Thành lập vào năm 2000 và phát hàng cổ phiếu hạng A  vào tháng 11 năm 2015. Đây là đợt công ty điện ảnh và truyền hình tư nhân đầu tiên ở Trung Quốc được cấp giấy phép kinh doanh sản xuất phim truyền hình (Loại A). Ngô Vệ Đông là chủ tịch hội đồng quản trị, với người sáng lập kiêm giám đốc nội dung là Mã Trung Tuấn.
Tháng 9 năm 2015, công ty đã hoàn thành việc tổ chức lại tài sản lớn; vào tháng 11 năm 2015, Truyền thông Từ Văn hoàn tất việc mua lại Công ty Phát triển Công nghệ Yixing Bắc Kinh và chính thức niêm yết trên Sở Giao dịch Chứng khoán Thâm Quyến, đổ bộ vào thị trường cổ phiếu hạng A của Trung Quốc. Có 13 công ty thành viên bao gồm điện ảnh, hoạt hình, trò chơi và môi giới.
Tháng 2 năm 2019, vốn đầu tư quốc gia, Huazhang Investment Group, một công ty con của Jiangxi Publishing Group, trở thành cổ đông kiểm soát và Chính quyền nhân dân tỉnh Giang Tây trở thành người kiểm soát thực tế. Sự cộng sinh bổ sung của "cải cách hỗn hợp" giúp Truyền thông Tư Văn điều chỉnh cấu trúc công nghiệp, tối ưu hóa phân bổ nguồn lực, nâng cấp nội dung đầu ra, đào sâu các mảng kinh doanh chính, tích hợp các nguồn tài nguyên khác nhau, thúc đẩy sự phát triển đồng bộ của các mảng kinh doanh khác nhau và hợp tác với Uipiano .

### Vô Tích Từ Văn
Một công ty con thuộc sở hữu toàn phần của Truyền thông Từ Văn, thành lập vào ngày 12 tháng 9 năm 2001 , một công ty niêm yết, trước đây gọi là "Tập đoàn truyền thông Từ Văn"; vào năm 2015, công ty niêm yết đã mua lại Vô Tích thông qua việc thay thế và phát hành tài sản lớn cổ phần để mua tài sản và các giao dịch có liên quan. 100% vốn sở hữu thuộc về Từ Văn.

### Băc Kinh Từ Văn chế tác
Thường gọi là Bắc Kinh Từ Văn, được thành lập vào năm 2000 . Đây là một doanh nghiệp văn hóa và sáng tạo chuyên sản xuất và phân phối các sản phẩm điện ảnh và truyền hình. Bắc Kinh Từ Văn là một trong những công ty tư nhân đầu tiên ở Trung Quốc được cấp giấy phép sản xuất phim truyền hình. Là một công ty con thứ cấp thuộc sở hữu toàn phần của Truyền thông Từ Văn, một công ty niêm yết truyền thông văn hóa truyền hình và điện ảnh toàn diện quy mô lớn.
Được thành lập bởi ông Mã Trung Tuấn, Phó Chủ tịch Ủy ban Sản xuất Truyền hình của Hiệp hội Phát thanh và Truyền hình Trung Quốc, Phó Chủ tịch điều hành Hiệp hội Sản xuất Chương trình Phát thanh và Truyền hình Thủ đô, nhà biên kịch cấp một quốc gia, giáo sư trợ giảng. của Trường Kinh tế và Quản lý thuộc Đại học Truyền thông Trung Quốc và trợ giảng thực hành MBA đương thời.

### Truyền thông Truyền hình Từ Văn Thượng Hải
Tên ban đầu là Truyền thông Từ Văn (sau gọi là "Thượng Hải Từ Văn") được thành lập vào tháng 4 năm 2009 với vốn đăng ký là 50 triệu NDT. Đây là công ty con thứ cấp do Từ Văn thành lập. Công ty thuộc sở hữu toàn phần của công ty Công nghệ Thông tin Thượng Hải Từ Văn, công ty Điện ảnh Thượng Hải Mật Đài, công ty Môi giới Văn hóa Thượng Hải Từ Văn, công ty Sản xuất điện ảnh và Truyền hình Thượng Hải Shili, Shanghai Weike Film.

### Đông Dương Từ Phong chế tác
Được thành lập vào năm 2002 với Nguyên Hướng Dương là chủ tịch , là một trong những công ty con quan trọng của Truyền thông Từ Văn, với mục tiêu tạo ra những bộ phim truyền hình và điện ảnh đầu tay chất lượng cao phù hợp với thị trường, đồng thời là mô hình kinh doanh tích hợp đầu tư, sản xuất và phân phối.

### Bắc Kinh Từ Văn văn hóa kinh kỷ
Thành lập vào tháng 2 năm 2014,  Công ty thuộc sở hữu toàn phần của Truyền thông Từ Văn.

### Phát hành Bắc Kinh Từ Văn
Thành lập vào tháng 8 năm 2008 bởi Mã Trung Tuấn, Lưu Hiểu Lâm và La Kính Tùng.

### Mật Đào ảnh nghiệp
Thành lập năm 2015.

## Phim

### Phim truyền hình
| Chiếu lần đầu | Năm quay | Tên                                                      | Tên gốc                  | Đạo diễn                                              | Diễn viên                                                                    | Ghi chú |
| --            | --       | Thousand Years                                           | 百年沉浮                 | Mã Trung Tuấn                                         | Triệu Nhã Chi, Tu Tông Địch, Thang Trấn Tông, Nhiếp Viễn                     | |
| --            | --       | Sha A Gan                                                | 傻阿甘                   | Đặng Dục Khánh                                        | Khâu Tâm Chí, Lưu Tuyết Hoa, Trương Thần Quang, Quy Á Lôi, Lưu Đức Khải      | |
| --            | --       | Ms News                                                  | 新闻小姐                 | Lại Kiến Quốc                                         | Châu Hải My, Cao Thự Quang, Trần Bảo Quốc, Viên Văn Khang                    | |
| --            | --       | The truth                                                | 真言                     | Lâm Binh                                              | Vu Vinh Quang, Cái Lệ Lệ, Trần Oánh, Trần Cương, Bạch Vũ                     | |
| --            | --       |                                                          | 真爱无敌                 |                                                       | Giang San, Cao Thự Quang, Trương Diên                                        | |
| --            | --       |                                                          | 妒忌                     | Triệu Thanh                                           | Vương Chí Phi, Huỳnh Dịch, Lưu Hán Cường, Chiêu Tiểu Nam                     | |
| --            | --       | Thiếu Lâm võ vương                                       | 少林武王                 | Trương Hâm Viêm                                       | Ngô Kinh, Pháp Đề Mạch Nhã Kỳ, Kế Xuân Hoa                                   | |
| --            | --       | True Farewell                                            | 真情告别                 | Dương Văn Quân                                        | Hồ Binh, Cù Dĩnh, Hồ Đông                                                    | |
| --            | --       |                                                          | 蛇年警官                 | Lưu Gia Thành                                         | Trương Phong Nghị, Mạnh Lộ, Hà Già Hảo                                       | |
| --            | --       | Cadre                                                    | 干部                     | Hà Quần                                               | Lý Kiến Nghĩa,Trương Gia Dịch, Lưu Lâm, Diêm Ni                              | |
| --            | --       |                                                          | 准点出击                 | Chiêm Quân, Đái Minh Vũ                               | Châu Kiệt, Trương Tây, Cao Viên Viên, Hắc Tử                                 | |
| --            | --       | Bán sinh duyên                                           | 半生缘                   | Hồ Tuyết Dương, Vương Trọng Quang                     | Lâm Tâm Như, Tưởng Cần Cần, Đàm Diệu Văn, Lý Lập Quần                        | |
| --            | --       | Bình tung hiệp ảnh                                       | 萍踪侠影                 | Hà Quần                                               | Phạm Băng Băng, Huỳnh Hải Băng, Tôn Hạo, Hàn Tuyết, Tôn Phi Phi              | |
| 2003          | --       | Anh hùng xạ điêu                                         | 射雕英雄传               | Cúc Giác Lượng, Vu Mẫn, Vương Thụy                    | Lý Á Bằng, Châu Tấn, Châu Kiệt, Tưởng Cần Cần                                | |
| --            | --       | Song Hưởng Pháo Cuồng Tưởng Khúc                         | 双响炮                   | Ngũ Tông Đức                                          | Hồ Binh, Trần Hảo, Lưu Di Quân, Trần Chiêu Vinh, Bạch Băng Băng              | |
| --            | --       | Vĩnh lạc anh hùng nhi nữ                                 | 永乐英雄儿女             | Vu Mẫn                                                | Lưu Hiểu Khánh, Đường Quốc Cường, Lưu Đào, Bảo Kiếm Phong, Khấu Thế Huân     | |
| --            | --       |                                                          | 终极目标                 | Hổ Tử                                                 | Trương Cẩm Trình, Hoàng Tuấn Bằng, Lưu Tuyền, Ngô Vệ Đông, Tôn Bảo Quang     | |
| --            | --       | Tiểu Ngư Nhi và Hoa Vô Khuyết                            | 小鱼儿与花无缺           | Vương Tinh                                            | Tạ Đình Phong, Trương Vệ Kiện, Viên Tuyền, Phạm Băng Băng, Từ Cẩm Giang      | |
| --            | --       | Thất kiếm                                                | 七剑下天山               | Hoắc Diệu Lương                                       | Triệu Văn Trác, Lữ Lương Vĩ, Vương Học Bình, Thái Thiếu Phân, Lý Tiễu Nhiễm  | |
| --            | --       |                                                          | 结婚进行曲               | Phổ Nhất Tuyển                                        | Từ Tranh, Trương Diên, Bạch Khánh Lâm, Ngưu Manh Manh                        | |
| 2004          | --       |                                                          | 满汉全席                 | Lý Hàn Thao                                           | Từ Tranh, Trương Thiết Lâm, Trương Đình, Lưu Hi Viên                         | |
| 2006          | --       | Thần điêu đại hiệp                                       | 神雕侠侣                 | Vu Mẫn                                                | Lưu Diệc Phi, Huỳnh Hiểu Minh, Trần Tử Hàm, Dương Mịch                       | |
| --            | --       | Ba ba đừng khóc                                          | 爸爸别哭                 | Hà Quần                                               | Lưu Tư, Lâm Long Kỳ, Vương Thiên Nguyên                                      | |
| 2007          | --       | Gia                                                      | 家                       | Uông Tuấn                                             | Huỳnh Lỗi, Lục Nghị, Lý Tiểu Nhiễm, Huỳnh Dịch, Trịnh Quốc Lâm               | |
| 2007          | --       | Tuyết sơn phi hồ                                         | 雪山飞狐                 | Vương Tinh, Chung Thiếu Hùng, Đàm Hữu Nghiệp, Đạo Hải | Nhiếp Viễn, Chu Nhân, Chung Hân Đồng, An Dĩ Hiên                             | |
| --            | --       | Đội đặc vụ 05                                            | 五号特工组               | Triệu Thanh, Hồ Tử                                    | Lưu Lâm, Vu Chấn, Nguyên Hoa, Vương Lệ Khôn                                  | |
| --            | --       | The Wedding                                              | 嫁衣                     | Mã Tiến                                               | Lưu Bội, Ngô Tú Ba, Hà Chính Quân, Tôn Tùng, Lữ Nhất                         | |
| --            | --       |                                                          | 雷霆出击                 | Hồ Tử                                                 | Thuần Vu San San, Cao Lộ, La Nhị Dương, Tang Vĩ Lâm, Vương Nhị, Lữ Nhất      | |
| --            | --       | The National Treasure Box                                | 国家宝藏之觐天宝匣       | Lưu Nhất Chí                                          | Vu Minh Gia, Vương Thiên Nguyên, Lữ Nhất                                     | |
| 2008          | --       |                                                          | 壮士出征                 | Bồ Đằng Tấn                                           | Tạ Phương, Tạ Na, Vương Đào, Tôn Hưng                                        | |
| 2009          | --       | Cố lên, Ưu Nhã!                                          | 加油，优雅！             | Vu Độ Nguyên                                          | Vương Lệ Khôn, Vương Lôi                                                     | |
| 2009          | --       |                                                          | 战后之战                 | Hồ Tử, Triệu Thanh                                    | Vu Chấn, Dương Nhị, Thuần Vu San San, Hoàng Tuấn Bằng, Từ Dương              | |
| 2010          | --       | Infernal Lover                                           | 无间有爱                 | Lâm Hợp Long, Lưu Nhất Chí                            | Hạ Quân Tường, Đặng Gia Gia, Triệu Tử Kỳ, Cận Đông                           | |
| 2010          | --       | Happy Memories of the Ma's                               | 老马家的幸福往事         | Dương Văn Quân                                        | Lâm Vĩnh Kiện, Hà Tái Phi, Tân Bách Thanh, Vu Hòa Vỹ, Thái Quân Như          | |
| 2010          | --       | Hằng Nga                                                 | 嫦娥                     | Lương Khải Trình                                      | Diêu Địch, Hoàng Giác, Minh Đạo, Vương Tử Văn                                | |
| 2010          | --       | Thiết tướng quân                                         | 铁将军阿贵               | Bồ Thắng Tấn                                          | Tôn Hưng, Tào Dĩnh, Trương Thiết Lâm, Vương Diễm                             | |
| 2011          | --       | Tây Du Ký                                                | 西游记                   | Trương Kiến Á                                         | Ngô Việt, Nhiếp Viễn, Tang Kim Sinh, Từ Cẩm Giang                            | |
| 2011          | --       | Under Der Linden                                         | 菩提树下                 | Lại Thủy Thanh                                        | Chung Hán Lương, Lưu Khải Uy, Lữ Nhất, Dương Nhị, Triệu Hội Nam              | |
| 2011          | --       |                                                          | 再回首                   | Đẩu Kỳ                                                | Tề Hoan, Kim Ngọc Đình, Hoàng Giác                                           | |
| 2012          | --       | Thanh manh                                               | 青盲                     | Dương Văn Quân, Chu Bảo Trung                         | Ngô Tú Ba, Sa Dật, Vu Hòa Vỹ, Vương Lệ Khôn                                  | |
| 2012          | --       | Đội đặc vụ 05 (Phần 2)                                   | 五号特工组2之偷天换月    | Triệu Thanh, Hồ Tử                                    | Vu Chấn, Vương Lệ Khôn, Lưu Lâm, Vu Thân San San                             | |
| 2012          | --       |                                                          | 新女婿时代               | Vương Tiểu Khang                                      | Lâm Long Kỳ, Ngưu Lị, Hà Tái Phi, Lý Tinh Tinh, Hà Khiết                     | |
| 2013          | --       |                                                          | 血色玫瑰Ⅲ之女子特遣队    | Vu Lập Thanh                                          | Vương Cơ, Hầu Truyền Cảo, Vu Chấn                                            | |
| 2013          | --       |                                                          | 毕有财                   | Đỗ Quân                                               | Lâm Long Kỳ, Ninh Tịnh, Lưu Bội, Lữ Nhất, Dương Nhị                          | |
| 2013          | --       | Thương hoa                                               | 枪花                     | Lưu Quốc Hào                                          | Vương Lệ Khôn, Lưu Tùng Đan, Trình Hạo Phong, Hoàng Tuấn Bằng                | |
| 2013          | --       | Nữ đặc công X                                            | X女特工                  | Vu Mẫn                                                | Đường Yên, La Tấn, Lữ Nhất, Trương Hy Lâm, Khổng Duy                         | |
| 2013          | --       | Destiny by Love                                          | 非缘勿扰                 | Lại Thủy Thanh                                        | Tô Hữu Bằng, Tần Lam                                                         | |
| 2013          | --       |                                                          | 代号九耳犬               | Đặng Diễn Thành                                       | Trần Quán Lâm, Vạn Mỹ Tịch, Lương Tuấn Nhất                                  | |
| 2013          | --       |                                                          | 亲爱的                   | Bùi Quân                                              | Diêm Ni, Hà Băng, Hứa Hoàn Huyễn                                             | |
| 2013          | --       |                                                          | 背影                     | Trần Vịnh Ca                                          | Lưu Đông Hử, Nhan Bắc                                                        | |
| 2014          | --       | Death Notify                                             | 暗黑者                   | Chu Lâm Hạo                                           | Quách Kính Phi, Lý Thiến, Kinh Siêu, Cam Lộ, Lý Dân Thành                    | |
| 2014          | --       |                                                          | 尖刀出鞘                 | Hải Đốn                                               | Hải Đốn, Trương Hằng, Triệu Hằng Huyên                                       | |
| 2014          | --       | True Man                                                 | 爷们儿                   | Lưu Huệ Ninh                                          | Trương Gia Dịch, Tống Giai, Chu Duệ, Tả Tiểu Thanh, Hề Mỹ Quyên              | |
| 2014          | --       | Because Love                                             | 裸嫁时代                 | Dư Thuần                                              | Vương Lôi, Tào Hi Văn                                                        | |
| 2014          | --       | Theatre                                                  | 剧场                     | Dương Văn Quân                                        | Trần Sổ, Tôn Thuần, Địch Thiên Lâm, Chung Đan Ny                             | |
| 2014          | --       | Woman in a Family of Daoke                               | 刀客家族的女人           | Dương Văn Quân                                        | Đồng Lệ Á, Dương Thước, Hứa Hoàn Huyền, Cao Lộ                               | |
| 2014          | --       | Happy Magistrate                                         | 欢喜县令                 | Tô Nguyên Phong                                       | Trần Hạo Dân, Lâm Tử Thông, Lâm Nguyên, Ổ Tĩnh Tĩnh                          | |
| 2015          | --       | I am Zhao Zhuan Qi                                       | 我是赵传奇               | Vương Lỗi                                             | Hải Đốn, Ông Hồng, Triệu Hằng Huyên, Đỗ Húc Đông, Tống Lạp Na                | |
| 2015          | 2014     | Hoa Thiên Cốt                                            | 花千骨                   | Lâm Ngọc Phân, Cao Lâm Báo, Lương Thắng Quyền         | Hoắc Kiến Hoa, Triệu Lệ Dĩnh, Tưởng Hân, Trương Đan Phong, Mã Khả            | |
| 2015          | --       | My Three Fathers                                         | 爸爸父亲爹               | Vu Mẫn                                                | La Tấn, La Gia Lương, Trương Hy Lâm, Lữ Nhất                                 | |
| 2015          | --       | Hoa Tư dẫn - Tuyệt ái chi thành                          | 华胥引之绝爱之城         | Lý Đạt Siêu, Đàm Hữu Nghiệp                           | Trịnh Gia Dĩnh, Viên Hoằng, Tưởng Hân                                        | |
| 2015          | 2015     | Best get going                                           | 加油吧实习生             | Tôn Hạo                                               | Trịnh Khải, Triệu Lệ Dĩnh, Thái Văn Tịnh, Vu Tiểu Vỹ, Xa Hiểu                | |
| 2015          | --       | Darker 2                                                 | 暗黑者2                  | Chu Lâm Hạo                                           | Quách Kính Phi, Cam Lộ, Lý Thiến, Trương Thụy Hàm, Lý Dân Thành              | |
| 2015          | --       | Hoa Thiên Cốt 2015                                       | 花千骨2015               | Trâu Hi                                               | Tương Phương Đình, Mã Khả, Đổng Xuân Huy, Vương Nghệ Quân                    | |
| 2015          | --       | A Grasshopper                                            | 蚂蚱                     | Lưu Đào, Kim Xu Tuệ                                   | Tưởng Hân, Trì Gia, Lâm Nguyên, Hạ Phàm                                      | |
| 2015          | --       | Đường hẹp                                                | 狭路                     | Hoa Thiến                                             | La Tấn, Dương Thước, Vương Lệ Khôn, Lâm Nguyên                               | |
| 2016          | --       | Love is So Beautiful                                     | 恋爱真美                 | An Kiến, Thôi Lượng                                   | Lôi Giai Âm, Viên San San, Trương Tuấn Ninh, Trương Văn                      | |
| 2016          | --       | So Young                                                 | 致青春                   | Dương Văn Quân                                        | Dương Lặc, Trần Dao, Trương Đan Phong, Mã Khả, Thái Văn Tịnh                 | |
| 2016          | 2016     | Lão cữu môn                                              | 老九门                   | Lương Thắng Quyền                                     | Trần Vỹ Đình, Trương Nghệ Hưng, Triệu Lệ Dĩnh                                | |
| 2016          | --       | The Revolver                                             | 左轮手枪                 | Vu Mẫn                                                | Lâm Long Kỳ, Tưởng Hân, Trương Hy Lâm, Đặng Sa, Tống Giai                    | |
| 2016          | --       |                                                          | 有一种爱叫放手           | Trình Tường                                           | Đồ Tùng Nham, Chu Lệ Kỳ, Tả Tiểu Thanh                                       | |
| 2016          | --       |                                                          | 皇子归来之欢喜知府       | Tô Nguyên Phong                                       | Trần Hạo Dân, Lâm Nguyên, Lâm Tử Thông, Ổ Tĩnh Tĩnh, Chu Kỳ Kỳ               | |
| 2016          | --       | Mystery Kill                                             | 谜砂                     | Lâm Nam                                               | Lý Tông Hàn, Triệu Tử Kỳ, Lý Nãi Văn, Trương Luật, Diệp Tuyền                | |
| 2017          | 2016     | Sở Kiều truyện                                           | 楚乔传                   | Ngô Cẩm Nguyên                                        | Triệu Lệ Dĩnh, Lâm Canh Tân, Lý Thấm, Vương Ngạn Lâm                         | |
| 2017          | 2016     | Fire Protection Special Force Elite                      | 特勤精英                 | Từ Tông Chính                                         | Trương Đan Phong, Tô Thanh                                                   | |
| 2018          | 2017     | Sa Hải                                                   | 沙海                     | Mao Côn Vũ, Lý Trạch Lộ, Trâu Hi                      | Ngô Lỗi, Tần Hạo, Trương Manh, Dương Dung                                    | |
| 2018          | 2017     | All Out of Love                                          | 凉生，我们可不可以不忧伤 | Lưu Tuấn Kiệt                                         | Chung Hán Lương, Mã Thiên Vũ, Tôn Di, Vu Mông Lung, Mạnh Từ Nghĩa            | |
| 2018          | 2017     | Speed                                                    | 极速青春                 | Cam Lộ, La Lễ Hiền                                    | Hàn Đông Quân, Từ Lộ, Đinh Dã, Đỗ Hải Đào                                    | |
| 2018          | 2017     | The Dream and the Glory                                  | 那些年，我们正年轻       | Hiểu Quân                                             | Dương Thước, Tô Thanh, Luyện Luyện, Nhậm Trình Vỹ, Nghê Đại Hồng             | |
| 2018          | --       | Trở về triều Minh làm vương gia: Truyền kỳ về Dương Lăng | 回到明朝当王爷之杨凌传   | Từ Tiến Lương                                         | Tưởng Kình Phu, Viên Băng Nghiên, Lưu Nhuế Lân, Liễu Nham, Lưu Dịch Quân     | |
| 2018          | 2017     | The Unknown                                              | 千门江湖之诡面疑云       | Lý Ấn                                                 | Ninh Hoàng Vũ, Kim Mạt Tịch, Lý Đại Côn, Chu Á                               | |
| 2019          | 2017     | Grand Theft in Tang                                      | 大唐魔盗团               | Lý Minh Minh                                          | Ngô Ưu, Trương Cầm Trịnh, Cát Tranh, Trương Thừa, Đỗ Tử Danh                 | |
| 2019          | 2018     | Wait, My Youth                                           | 等等啊我的青春           | Thẩm Thấm Nguyên                                      | Lệ Gia Kỳ, Triệu Dịch Khâm, Lý Ca Dương, Hứa Mộng Viên, Đổng Nham Lỗi        | |
| 2019          | 2016     | Darker 3                                                 | 暗黑者3                  | Mao Côn Vũ, Dương Long, Khâu Hạo Trâu                 | Quách Kính Phi, Lý Thiến, Ngụy Thiên Tường, Khúc Thiểu Thạch                 | |
| 2019          | 2017     | Tước Tích - Lâm Giới Thiên Hạ                            | 爵迹临界天下             | Mã Hoa Can, Trâu Hi                                   | Trịnh Nguyên Sướng, Trương Minh Ân, Hoàng Mộng Oánh, Quý Thần                | |
| 2019          | 2019     | Thời đại quang vinh                                      | 光荣时代                 | Lưu Hải Ba                                            | Trương Dịch, Hoàng Chí Trung, Phan Chi Lâm, Tiết Giai Ngưng, Trương Tuấn Dật | |
| 2019          | 2017     | Cẩm Y Chi Hạ                                             | 锦衣之下                 | Doãn Đào                                              | Nhậm Gia Luân Đàm Tùng Vận, Hàn Đống, Diệp Thanh                             | |
| 2020          | 2019     | Trident                                                  | 三叉戟                   | Lưu Hải Ba                                            | Trần Kiến Bân, Đổng Dũng, Hác Bình, Hà Đỗ Quyên, Vương Kiêu                  | |
|               | 2016     | Tai Trái                                                 | 左耳                     | Trần Tuệ Linh                                         | Mễ Mễ, Trịnh Khải, Hwang In Deok, Mã Ngâm Ngâm, Dương Thước                  | |
| 2020          | 2015     | Thăng toán                                               | 胜算                     | Ân Phi                                                | Liễu Vân Long, Tô Thanh, Lương Quan Hoa, Lý Lập Quần, Tiền Ba                | Tô Thanh thay thế cho Han Chae-yeong sau lệnh hạn chế sao Hàn vì Tranh cãi về việc triển khai THAAD của Hàn Quốc |
| 2020          |          | Airbenders                                               | 乘风少年                 | Lý Nam                                                | Ngũ Gia Thành,Dương Hạo Minh, Đặng Trạch Minh, La Kiệt, Ôn Tâm               | |
| 2020          | 2019     | Midsummer is Full of Love                                | 仲夏满天心               | Trương Lực Xuyên                                      | Dương Siêu Việt, Hứa Ngụy Châu, Thi Thi, Lý Gia Minh, Khương Tử Tân          | |
| 2020          | 2019     | Trùng Khởi: Cực Hải Thính Lôi                            | 重启之极海听雷           | Phan An Tử, Lưu Phong                                 | Chu Nhất Long, Mao Hiểu Đồng, Hồ Quân, Trần Sở Hà                            | |
| 2021          | 2018     | Phong Bạo Vũ                                             | 风暴舞                   | Lưu Tân                                               | Trần Vỹ Đình, Cổ Lực Na Trát, Quách Gia Hào, Tống Nghiên Phi, Đổng Nham Lỗi  | |
| 2021          |          | Sơn Hà Lệnh                                              | 山河令                   | Thành Chí Siêu, Mã Hoa Kiền                           | Trương Triết Hạn, Cung Tuấn, Châu Dã, Mã Văn Viễn, Tôn Hy Luân               | |

### Phim hoạt hình
| Năm  | Tên       | Tên gốc                    | Đạo diễn    |
| 2010 | Tây Du Ký | 西游记（2010年新版动画片） | Cung Tân Tứ |

### Điện ảnh
| Năm  | Tên                 | Tên gốc          | Đạo diễn      | Diễn viên                                                                    | Ghi chú |
| 2008 | Một người Olympics  | 一个人的奥林匹克 | Hầu Dũng      | Lý Triệu Lâm, Thạch Lương, Hồ Quân, Quách Gia Minh, Ngô Đại Duy, Triệu Tử Kỳ |         |
| 2008 | The Underdog Knight | 硬汉             | Đinh Thịnh    | Lưu Diệp, Tôn Hồng Lôi, Huỳnh Thu Sinh, Vưu Dũng                             |         |
| 2009 | Qiu Xi              | 秋喜             | Tôn Chu       | Quách Hiểu Đông, Tôn Thuần, Giang Nhất Yến                                   |         |
| 2010 | Kinh Tình           | 惊情             | Trương Hâm    | Tiêu Ân Tuấn, Miêu Phổ                                                       |         |
| 2010 | Weaving Girl        | 纺织姑娘         | Vương Toàn An | Dư Nam, Trình Chánh Vũ, Triệu Lỗ Hàn                                         |         |